# Corriverton
Corriverton es la ciudad más al este de Guyana. Se encuentra en la desembocadura del río Corentín, frente a Nieuw Nickerie, Surinam, al que está conectado por transbordador desde South Drain.
Corriverton está ubicado aproximadamente a 195 mi/313 km de Georgetown en el lado este de Guyana, en el condado de Berbice. Su población en 2012 era de 11 386 habitantes.
Es una construcción administrativa moderna, formada por dos pueblos más antiguos, Springlands y Skeldon, y varios pueblos que fueron nombrados, o más bien numerados (por ejemplo, '78'), en honor a sus plantaciones de azúcar , propiedad de Bookers.
Corriverton tiene una población mixta de hindúes, cristianos y musulmanes que viven juntos. Es el sitio de muchas mezquitas, templos e iglesias, y tiene un excelente sistema educativo.
Los hoteles en la ciudad incluyen Paraton Inn, Mahogany Hotel, Riverton Suites, Hotel Malinmar, Swiss Guest House y muchos otros. Corriverton es muy económico para los turistas.

## Transbordador
Desde 1998, el ferry CANAWAIMA conecta Moleson Creek, 10 km al sur de Corriverton, con South Drain en Surinam. Esta es la única conexión legal entre los dos países, pero antes de la repavimentación de la carretera, muchos viajeros preferían tomar una ruta de regreso. -rastrear ruta.<ref>Noticias de Kaieteur - Canawaima Ferry Service busca impulsar los viajes< /ref>

## Origen del nombre
El nombre de Corriverton viene de la fusión de las palabras Courantyne River Town.
Corriverton se encuentra a 313 km de Georgetown.
Un servicio de trasbordador la comunica con Nueva Nickerie.

## Etnicidad
Corriverton tiene una población descendiente de hindúes y africanos y que practican el hinduismo, el islam y el cristianismo, por esta razón, no es extraño encontrar numerosos templos hindúes, mezquitas e iglesias.